# メトロカブレ・デ・カラカス
メトロカブレ・デ・カラカス（西語：Metrocable de Caracas）とは、ベネズエラ・カラカスの公共交通機関。山岳地域住民のネットワークと統合されたゴンドラリフトで、デイケア、図書館、警察署、市場、劇場など駅を持つ、革新的な公共交通として建設された。 
メトロカブレは現在、都市交通として使用されている都市索道の一つとなっている（その他にメトロカブレ・デ・メデジン、ミ・テレフェリコ、エミレーツ・エア・ライン、ポートランド・エアリアルトラム、ルーズベルト・アイランド・トラムウェイなど）。 

## 歴史
2006年、学際的な設計会社であるアーバン・シンクタンクは、地元のコミュニティリーダーや州政府と協力し、バリオ・サン・アグスティンとして知られる首都の最貧地域に索道路線網を構築するというアイデアを考案した。この計画は、最終的に2006年11月29日に始動することとなった。

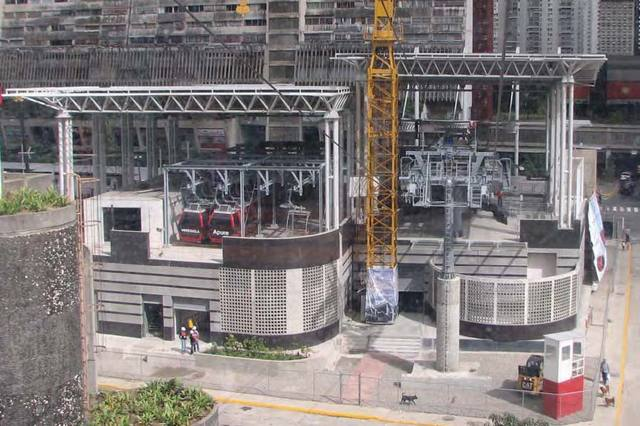
メトロカブレ・デ・カラカスのパルケセントラル駅。

2007年4月20日、サン・アグスティンから始まり、地下鉄ネットワークに接続されているパルケセントラル駅に向かう最初の路線で建設が開始された。交通省、オーストリアの索道メーカードッペルマイヤー、ブラジルの会社オデブレヒトが建設責任を負っていた。照明デザインプロジェクトは、カラカスにあるドイツ系ベネズエラの照明デザイン企業、ディレク照明システマ社よって開発された。
2009年12月、メトロカブレ・デ・カラカスはテスト段階に入り、2010年1月には、最初の路線網としてホルノス・デ・カルからパルケセントラルまでが選定された。
この路線は2010年1月20日に開通した。

## 概要
この都市索道は、カラカス地下鉄と完全に統合されており、一方向毎時3,000人の輸送力がある。2010年の開設以来、1時間あたり平均1,200人の乗客を輸送した。各搬器は、8人分の座席と立席2人分を収容可能となっている。
メトロカブレ・デ・メデジンに次ぐパイオニアとして機能するメトロカブレ・デ・カラカスは、路線が直角に曲がる区間がある最初の索道となった。このシステムは、2か所の直角に曲折する駅で使用されている。この区間は2つの別々の路線で構成されており、搬器は1つめの区間から、2つめの区間へガイドレールを使用して移動する。このシステムには、車両を迂回させるメカニズムも組み込まれており、搬器は新しい区間に行かず、元の区間に戻ることもできる。これにより、例え一方の区間が運行不能となっても、もう一方の区間は運転可能となる。
メトロカブレの総事業費は3億ドルだったが、建設費はその6％の1800万ドルだった。

## 路線駅
| ライン                                                                   | 長さ（km） | 駅                 |
| ------------------------------------------------------------------------ | ---------- | ------------------ |
| メトロカブレ・サンアグスティン～パルケセントラル 2010年1月20日から営業中 | 1.8        | サン・アグスティン |
| メトロカブレ・サンアグスティン～パルケセントラル 2010年1月20日から営業中 | 1.8        | エル・マンギト     |
| メトロカブレ・サンアグスティン～パルケセントラル 2010年1月20日から営業中 | 1.8        | ラ・セイバ         |
| メトロカブレ・サンアグスティン～パルケセントラル 2010年1月20日から営業中 | 1.8        | ホルノス・デ・カル |
| メトロカブレ・サンアグスティン～パルケセントラル 2010年1月20日から営業中 | 1.8        | パルケセントラル   |
| メトロカブレ・マリッシュ～パロベルデ 2012年12月10日から営業中            | 4.84       | パロ・ベルデ       |
| メトロカブレ・マリッシュ～パロベルデ 2012年12月10日から営業中            | 4.84       | マリッシュ         |

現在、エル・バジェ駅とラ・バンデラ駅の2つのセクションで構成されるケーブルカー路線の調査が進行中している。
さらに、メトロカブレのグアレナス-グアティレとともに、カウカグイタ駅とスクレ市の南東に位置するマリッシュの工業地帯を結ぶ索道を設置する計画がある。

## 構成
搬器はアルミ製で電動式、鋼とコンクリート製の支柱で支えられている。各搬器には、室内照明、通信システム、最大8名まで収容可能。ゴンドラは27秒ごとに駅を出発し、1日あたり15,000人 - 20,000人の輸送が可能。搬器は、CWA社によって製造され、1955年に開通したテレフェリコ・デ・カラカスと同じドッペルマイヤーのシステムを採用した。

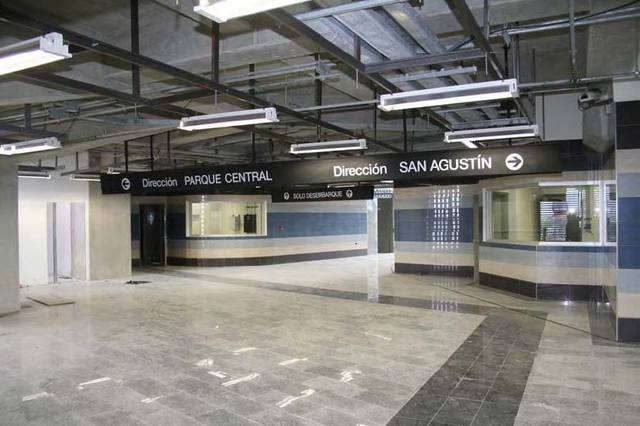
ホルノス・デ・カル駅構内